# LingerieS ランジェリーズ
『LingerieS ／ ランジェリーズ』（ランジェリーズ）は、2024年12月19日にラムネゲームズが製作、発売したSteam向けアダルトゲームである。

## 概要
本作は裸足少女のSteam向けブランド「ラムネゲームズ」のデビュー作である。なお発売日と同時にR-18のDLCがリリースされた。

## あらすじ
諸事情で大学に通えなくなった主人公・宮前蒼は双子の姉、宮前莉子の依頼で女装して高級女性下着専門店『ランジェリーズ』の店員として働くことになる。そこで様々な女性たちと交流して色々と変わっていく。

## 登場人物
宮前蒼（みやまえあおい）
主人公。大学生だが諸事情で休学している。人見知りで他者とのコミュニケーションが苦手である。華奢な身体付きで女性のような顔立ちから双子の姉・莉子にランジェリーズで働くことを依頼されて女装して働いている。
真壁愛洲（まかべあいす）
声：麦芽ぷりん
メインヒロイン。専門学校に通いながら、蒼行きつけのカフェバーでアルバイト店員をしている。蒼に誘われてランジェリーズに行ったことで高級ランジェリーに興味を持つ。
久世京香（くぜきょうか）
声：風鈴みすず
サブヒロイン。デパート店員。派手な下着への興味からランジェリーズを訪れる。
常磐さくや（ときわさくや）
声：高梨はなみ
サブヒロイン。ランジェリーズの店長兼デザイナー。下着に対してしっかりとした審査眼を持ち、蒼に色々とアドバイスする。その一方でおちゃめな一面もある。
小石川蓮（こいしかわれん）
声：小村スイ
サブヒロイン。大学生で蒼の数少ない女友達。蒼を心配してランジェリーズへたまに訪れる。
宮前莉子（みやまえりこ）
声：風鈴みすず
蒼の双子の姉。蒼とは顔そっくりだが目元のほくろの位置が違う。ランジェリーズの店員として働いているが、海外アーティストの国内ツアーに行くために蒼に女装させてランジェリーズで働かせる。

## スタッフ
- 企画・原案:着ぐるみ
- 原画・キャラクターデザイン：おりょう,流。
- シナリオ：泰良則充